# Joaquín Olmos
Joaquín Olmos (Benicarló, 15 de septiembre de 1915 - Deltebre, 22 de febrero de 2002). Fue un ciclista español, profesional entre 1939 y 1948 cuyos mayores éxitos deportivos los obtuvo en la Vuelta ciclista a España, donde obtuvo 5 victorias de etapa.

## Palmarés
| 1941 - 1 etapa en la Volta a Cataluña 1942 - 1 etapa en la Vuelta a España 1944 - 1º en el GP Fútbol de Sobremesa - Campeón de España por Regiones 1945 - 1º en el GP Fútbol de Sobremesa - 2 etapas en la Vuelta a España - Subcampeón de España de ciclismo en ruta | 1946 - 1º en el GP Fútbol de Sobremesa - 1 etapa en la Vuelta a España 1947 - 1 etapa en la Vuelta a España - Vuelta a Levante - Campeón de España por Regiones 1948 - Campeón de España por Regiones 1949 - Campeón de España por Regiones |

### Resultados en la Vuelta a España
- 1942. 13º de la clasificación general. Vencedor de una etapa
- 1945. 12º de la clasificación general. Vencedor de 2 etapas
- 1946. 15º de la clasificación general. Vencedor de una etapa
- 1947. 5º de la clasificación general. Vencedor de una etapa